# Enseigne de vaisseau Henry (aviso-escorteur)
L'Enseigne de vaisseau Henry est un aviso escorteur de la classe Commandant Rivière en service dans la Marine nationale française de 1965 à 1996. Il est ferraillé en Belgique en 2016.

## Construction et modifications
Le bâtiment est mis en chantier le 22 mars 1962. Sa quille est posée en septembre 1962 à l'arsenal de Lorient, et il est lancé le 14 décembre 1963. Son  indicatif visuel est F749. 
Dernier d'une série de neuf unités, tous construits par la DCAN à Lorient, il est mis en service le 1er janvier 1965, et condamné en 1996.
En 1973, une plate-forme hélicoptère expérimentale a été installée au dessus de la plage arrière, pour être ensuite démontée en 1979, pour réinstaller son ancien canon de 100 mm.
En 1985, 2 canons de 40 mm  Bofors anti-aériens viennent remplacer les canons de 30 mm HSS831.
Son mortier ASM (de 305 mm) et ses tubes lance-torpilles sont débarqués en 1990.
À partir de 1991, il accompagne (en tant que "conserve") la Jeanne d'Arc puis, après son désarmement définitif en 1994, sert de brise-lames au port de Brest.
Provisoirement amarré sur coffre au cimetière des navires de Landévennec en attente de son démantèlement. Le 12 septembre 2015, il a rejoint le port militaire de Brest, où il a été préparé pour son transfert qui a eu lieu le 25 février 2016, vers le chantier de Gand, en Belgique, afin d'y être déconstruit par le groupe franco-belge Galloo.

## Campagnes
Les campagnes faites à bord de l'EV Henry sont nombreuses, notamment à travers le Pacifique et en compagnie d'autres bâtiments,.
Cet aviso escorteur participa à la première campagne d'essais nucléaires français à Mururoa,,,.

## Commandants
|                                         | Date de prise de commandement |
| --------------------------------------- | ----------------------------- |
| Capitaine de frégate Bogaert            | 4 avril 1964                  |
| Capitaine de frégate Tailhades          | 26 mai 1965                   |
| Capitaine de frégate Herbert            | 7 juin 1966                   |
| Capitaine de frégate Desphieux          | 6 juillet 1967                |
| Capitaine de frégate Bastard            | 4 novembre 1967               |
| Capitaine de frégate Ladsous            | 6 novembre 1968               |
| Capitaine de frégate Moissinac Massenat | 14 novembre 1969              |
| Capitaine de frégate Murgue             | 17 novembre 1970              |
| Capitaine de frégate Joli               | 20 novembre 1971              |
| Capitaine de frégate Privé              | 2 juillet 1973                |
| Capitaine de frégate Thireaut           | 2 juillet 1974                |
| Capitaine de frégate Berlizot           | 11 juillet 1975               |
| Capitaine de frégate Charollais         | 16 juillet 1976               |
| Capitaine de frégate Subra              | 21 juillet 1977               |
| Capitaine de frégate Catard             | 12 juillet 1978               |
| Capitaine de frégate Euverte            | 16 février 1980               |
| Capitaine de frégate Goy                | 19 février 1981               |
| Capitaine de frégate Fréville           | 26 février 1982               |
| Capitaine de frégate Larroque           | 1er mars 1983                 |
| Capitaine de frégate Baillot            | 19 mars 1984                  |
| Capitaine de frégate Kergall            | 22 mars 1985                  |
| Capitaine de frégate Héger              | 10 avril 1986                 |
| Capitaine de Frégate Houyvet            | 24 avril 1987                 |
| Capitaine de frégate Dupeyron           | 6 mai 1988                    |
| Capitaine de frégate Tacon              | 15 juin 1989                  |
| Capitaine de frégate Dufourcq           | 11 juillet 1990               |
| Capitaine de frégate Devaux             | 18 juillet 1991               |
| Capitaine de frégate Guillaud           | 23 juillet 1992               |
| Capitaine de frégate Étienne            | 8 septembre 1993              |